# .arpa
.arpa és un domini de primer nivell genèric d'Internet utilitzat exclusivament per a la infraestructura d'Internet i administrat per Internet Assigned Number Authority (IANA).
El domini .arpa es va establir el 1983 per a facilitar la transició cap als sistemes DNS i després va ser eliminat.
La xarxa ARPANET va ser la predecessora d'Internet creada al Departament de Defensa dels Estats Units per l'Agència de Projectes d'Investigació Avançada (ARPA), i quan el sistema de DNS's va començar a funcionar els dominis d'ARPANET van ser, al principi, convertits al nou sistema afegint .arpa al final. Altres xarxes també van ser convertides al nou sistema usant pseudo dominis, afegint al final el domini .com .uucp o .bitnet, tot i que aquests mai van ser afegits als dominis genèrics d'Internet.
Tanmateix, l'eliminació de .arpa una vegada haguessin servit com a domini de transició, es va comprovar que era poc pràctic perquè in-addr.arpa era utilitzada per servidors DNS inversos per a l'obtenció d'adreces IP. Per exemple l'adreça 212.30.222.56 és enviada al nom 56.222.30.212.inaddr.arpa
També es va intentar crear una nova infraestructura de bases de dades sota el domini .int, en vista a eliminar .arpa. Al maig del 2000 aquest projecte va ser cancel·lat i es va decidir conservar el domini .arpa per al seu propòsit inicial i utilitzar .int per a organitzacions internacionals.

## Dominis de segon nivell
- e164.arpa - ENUM lookup mapping telephone numbers into DNS
- in-addr.arpa - reverse DNS lookup per a direccions IPv4
- ip6.arpa - reverse DNS lookup per a direccions IPv6
- uri.arpa - for dynamic discovery of URI addressing schemes
- urn.arpa - for dynamic discovery of URN addressing schemes